# Muna (Umba)
Die Muna (russisch Муна) ist ein 40 km langer Nebenfluss der Umba im Südwesten der Halbinsel Kola in der russischen Oblast Murmansk.

## Verlauf
Die Muna entfließt dem See Munosero und von dort windungsreich durch kaum besiedelte Wälder und Sümpfe westwärts in den etwa 30 Kilometer entfernten See Kanosero, der von der Umba durchflossen wird. Wichtigster Nebenfluss ist die Inga (Инга).